# Пирожков, Борис Григорьевич
Борис Григорьевич Пирожков (17 июля 1917 — 4 сентября 1942) — советский военнослужащий, командир эскадрильи 787-го истребительного авиационного полка 125-й истребительной авиационной дивизии ПВО, старший лейтенант, Герой Советского Союза.

## Биография
Родился 17 июля 1917 года в Перми. Член ВКП(б) с 1942 года. Окончил 7 классов и школу ФЗУ. Работал фрезеровщиком на машиностроительном заводе имени В. И. Ленина. Учился планёрной школе, затем в аэроклубе. В РККА с 1937 года. В 1939 году окончил Пермскую военную авиационную школу пилотов. В июне 1940 года младший лейтенант Пирожков прибыл в 124-й истребительный авиационный полк.
Участник Великой Отечественной войны с первого дня.
Участник обороны Москвы. К сентябрю 1942 года Пирожков Б. Г. совершил 242 боевых вылета, в воздушных боях сбил 5 бомбардировщиков противника. Эскадрилья, которой он командовал, сбила 13 самолётов. 4 сентября 1942 года таранил самолёт противника, но сам получил тяжелейшие ранения и от полученных ран в тот же день скончался. Похоронен на Всехсвятском кладбище в Туле.
Звание Героя Советского Союза Борису Григорьевичу Пирожкову присвоено посмертно 14 февраля 1943 года.

## Награды
Награждён 2 орденами Ленина. 

## Память
- В Перми его именем названа улица, на здании школы и аэроклуба, где он учился, установлены мемориальные доски.
- В Туле его именем названа улица в микрорайоне Петровский квартал в западной части города, на доме №2 установлена мемориальная доска.